# Apistogramma inconspicua
Apistogramma inconspicua és una espècie de peix de la família dels cíclids i de l'ordre dels perciformes.

## Morfologia
Els mascles poden assolir els 3,7 cm de longitud total.

## Distribució geogràfica
Es troba a Sud-amèrica: conques del riu Amazones, del riu Paranà i del riu Paraguai.